# Einar Linde
Einar Olov Verner Linde, född 25 augusti 1922 i Delsbo församling i Gävleborgs län, död 5 februari 1983 i Vaxholms församling i Stockholms län, var en svensk TV-producent och fotograf. 
Han gjorde pedagogiska barnprogram som Varför lyser solen?, Tid – vad är det? och Varför måste vi sova?. Tillsammans med Hans Arnold gjorde han animerade filmerna En konstig man eller 2 000 000 år på 8 minuter (1971) och Hålet (1977). Tillsammans med hustrun gjorde han Tacka vet jag skorstensgränd (1966) och barnprogramserien Upp med händerna (1976).
År 1949 gifte han sig med Gunnel af Geijerstam, senare känd som författaren Gunnel Linde (1924–2014). De fick tre döttrar, födda 1949, 1950 och 1954.
Han är begravd på Vaxholms gamla kyrkogård.

## TV-produktioner i urval
- 1970 – Varför lyser solen?
- 1970 – Tid – vad är det?
- 1971 – En konstig man eller 2000000 år på 8 minuter, tecknad film av Hans Arnold och Einar Linde
- 1976 – Upp med händerna, serie barnprogram tillsammans med Gunnel Linde
- 1977 – Hålet, tecknad film av Hans Arnold, Gilbert Elfström och Einar Linde
- 1978 – Hållplats Jorden: Resa i oändligheten.
- 1979 – Vad händer under fötterna
- 1979 – Munsbit för en storstad
- 1980 – Varför måste vi sova?